# David Shire

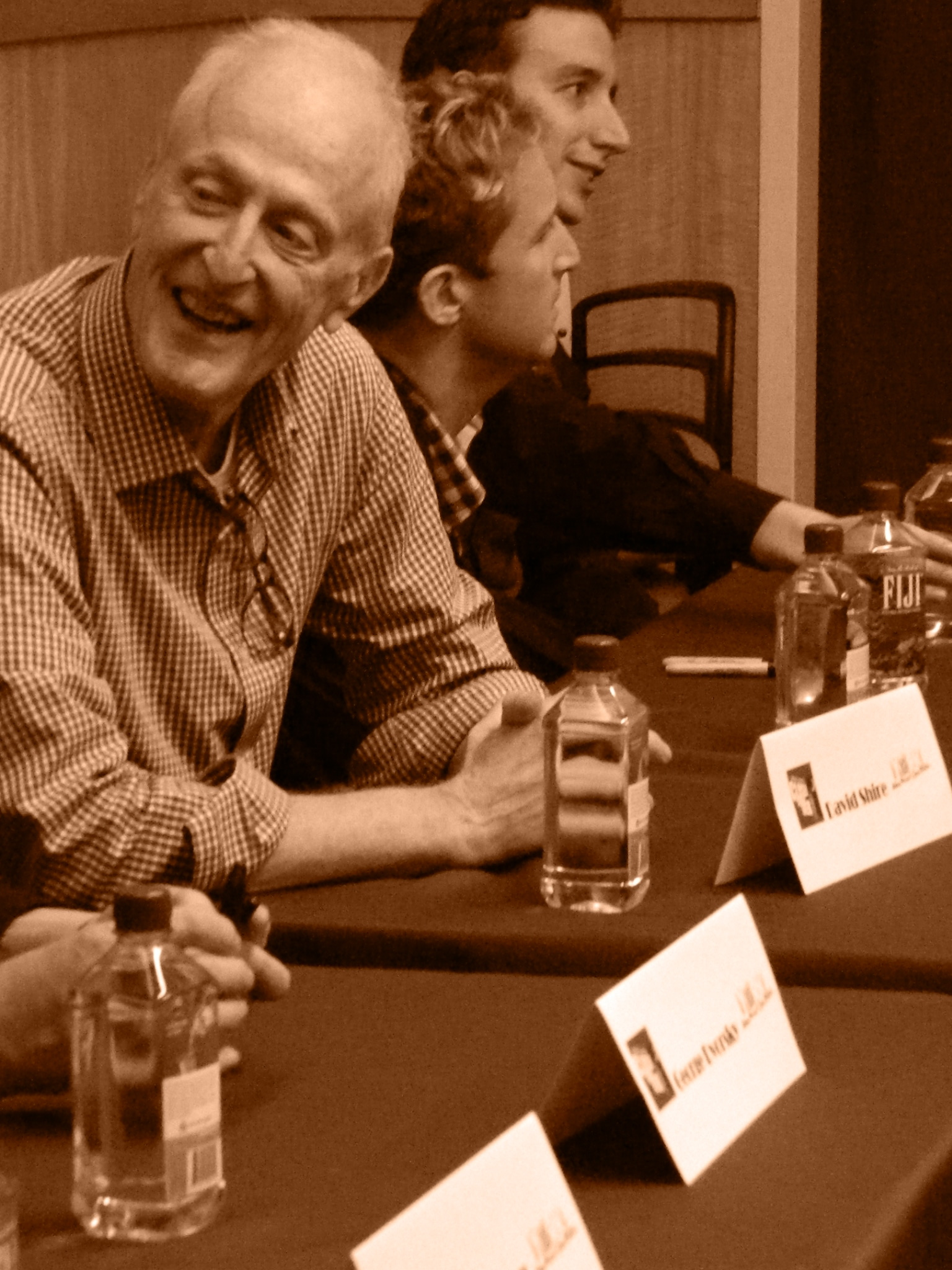
David Shire

David Lee Shire (Buffalo, Nova York, 3 de Julho de 1940) é um compositor americano de peças de teatro musical e de bandas sonoras para filmes e televisão.

O seu mais famoso trabalho foi "A Conversação" ("The Conversation" no original) de Francis Ford Coppola.